# Bułgaria na Letnich Igrzyskach Olimpijskich 1936
Bułgarię na Letnich Igrzyskach Olimpijskich 1936 reprezentowało 26 zawodników.

## Reprezentanci

### Lekkoatletyka
- Boris Charałampijew
  - maraton – 36. miejsce

- Ljuben Dojczew
  - dziesięciobój – 14. miejsce

### Kolarstwo
- Kynjo Dżambazow
  - wyścig ze startu wspólnego – indywidualnie – 16. miejsce

- Nikoła Nenow
  - wyścig ze startu wspólnego – indywidualnie – nie ukończył

- Aleksandyr Nikołow
  - wyścig ze startu wspólnego – indywidualnie – nie ukończył

- Gennadi Simow
  - wyścig ze startu wspólnego – indywidualnie – nie ukończył

- Kynjo Dżambazow, Nikoła Nenow, Aleksandyr Nikołow, Gennadi Simow
  - wyścig ze startu wspólnego – drużynowo – nie ukończyli

- Nedju Raczew
  - sprint – odpadł w eliminacjach

- Boris Dimitrow
  - 1 km ze startu zatrzymanego – nie ukończył

- Marin Nikołow, Bogdan Janczew, Georgi Welinow, Sawa Gerczew
  - 4 km drużynowo na dochodzenie – odpadli w eliminacjach

### Jeździectwo
- Christo Malakczijew
  - WKKW indywidualnie – 10. miejsce

- Petyr Angełow
  - WKKW indywidualnie – 17. miejsce

- Todor Semow
  - WKKW indywidualnie – nie ukończył

- Christo Małakczijew, Petyr Angełow, Todor Semow
  - WKKW drużynowo – nie ukończyli

### Szermierka
- Dimityr Wasilew
  - floret – odpadł w eliminacjach
  - szpada – odpadł w eliminacjach
  - szabla – odpadł w eliminacjach

### Gimnastyka
- Neno Mirczew
  - wielobój indywidualnie – 66. miejsce
  - ćwiczenia na podłodze – 54. miejsce
  - skoki – 27. miejsce
  - poręcze – 78. miejsce
  - drążki – 46. miejsce
  - kółka – 49. miejsce
  - koń z łęgami – 89. miejsce

- Georgi Dimitrow
  - wielobój indywidualnie – 93. miejsce
  - ćwiczenia na podłodze – 91. miejsce
  - skoki – 49. miejsce
  - poręcze – 88. miejsce
  - drążki – 86. miejsce
  - kółka – 86. miejsce
  - koń z łęgami – 108. miejsce

- Jowczo Christow
  - wielobój indywidualnie – 96. miejsce
  - ćwiczenia na podłodze – 98. miejsce
  - skoki – 93. miejsce
  - poręcze – 91. miejsce
  - drążki – 99. miejsce
  - kółka – 84. miejsce
  - koń z łęgami – 95. miejsce

- Iwan Czureszki
  - wielobój indywidualnie – 98. miejsce
  - ćwiczenia na podłodze – 98. miejsce
  - skoki – 83. miejsce
  - poręcze – 99. miejsce
  - drążki – 95. miejsce
  - kółka – 74. miejsce
  - koń z łęgami – 107. miejsce

- Pando Sidow
  - wielobój indywidualnie – 99. miejsce
  - ćwiczenia na podłodze – 96. miejsce
  - skoki – 99. miejsce
  - poręcze – 103. miejsce
  - drążki – 87. miejsce
  - kółka – 95. miejsce
  - koń z łęgami – 97. miejsce

- Ljuben Obretenow
  - wielobój indywidualnie – 101. miejsce
  - ćwiczenia na podłodze – 95. miejsce
  - skoki – 95. miejsce
  - poręcze – 97. miejsce
  - drążki – 104. miejsce
  - kółka – 102. miejsce
  - koń z łęgami – 104. miejsce

- Iwan Stojczew
  - wielobój indywidualnie – 106. miejsce
  - ćwiczenia na podłodze – 105. miejsce
  - skoki – 108. miejsce
  - poręcze – 108. miejsce
  - drążki – 106. miejsce
  - kółka – 90. miejsce
  - koń z łęgami – 100. miejsce

- Neno Mirczew, Georgi Dimitrow, Jowczo Christow, Iwan Czureszki, Pando Sidow, Ljuben Obretenow, Iwan Stojchew
  - wielobój drużynowo – 13. miejsce

### Strzelectwo
- Boris Christow
  - karabin dowolny leżąc 50 m – 58. miejsce